# Lijst van onderscheidingen van de 23. SS-Freiwilligen-Panzergrenadier-Division Nederland
Dit is een lijst van onderscheidingen van de 23. SS-Freiwilligen-Panzergrenadier-Division Nederland. Deze lijst bevat enkel uitreikingen uit de periode februari '45-mei '45.

## Dragers van het Duits Kruis

### In goud
- Siegfried Jepp, SS-Hauptsturmführer, SS Artillerie-Regiment 54[1]
- Arthur Mienke, SS-Oberscharführer, SS Artillerie-Regiment 54[2]
- Ludwig Süllenberg, SS-Hauptscharführer, SS Freiwilligen-Panzergrenadier-Regiment 49
- Wolfgang Vieweger, SS-Hauptsturmführer, SS Freiwilligen-Panzergrenadier-Regiment 48[3]
- Wilhelm Vossenberg, SS-Unterscharführer, SS Artillerie-Regiment 54[4]

## Drager van de Erebladgesp
- Gerhard Unger, SS-Sturmbannführer, SS Freiwilligen-Panzergrenadier-Regiment 49[5]

## Dragers van het Ridderkruis van het IJzeren Kruis
- Klemens Behler, SS-Obersturmführer, SS Artillerie-Regiment 54[6]
- Johannes Hellmers, SS-Obersturmführer, SS Freiwilligen-Panzergrenadier-Regiment 49[7][8]
- Lothar Hofer, SS-Sturmbannführer und Major der Schupo, SS Artillerie-Regiment 54[9][10]

### Met Eikenloof
- Hanns-Heinrich Lohmann, SS-Obersturmbannführer[11][12]